# 赛岐镇
赛岐镇，是中华人民共和国福建省宁德市福安市下辖的一个乡镇级行政单位。

## 水路交通
赛岐镇北部有交溪、穆阳溪。支流穆阳溪汇入交溪后称赛江，江口设内河码头赛岐港。交溪、穆阳溪源自浙闽丘陵洞宫—鹫峰山脉；赛江下游即白马港、三沙湾，通向台湾海峡。旧时闽东北、浙西南陆路交通不便，上游诸县与外地的旅客货物往往要在此转驳，明万历《福安县志》便有海盐经赛岐港输往内地山县的记载。赛岐港周围于是形成集镇。
赛岐港繁荣时可泊百吨轮船，驶往福州、厦门、台湾、广州、宁波、上海甚至营口、冲绳。1949年后，福州港务局三都办事处设在赛岐镇。1957年，港区东岸建成靠泊能力为600多吨的钢筋混凝土框架式港务货运码头，不久扩建成连体码头，靠泊能力提高到1500吨，货物装卸不再需要江中大船过驳小船。随后水产、粮食、煤炭、石油、木材、食糖等7座专用码头相继建成。至二十世纪八十年代，赛岐港码头的靠泊能力总和近万吨，港区的各种设施完善。1982年经省政府批准，赛岐港辟为外贸运输物资启运点；从1983年起，赛岐与香港正式通航；1984年又辟为国轮外贸物资装卸点。此间，港口的吞吐量均居闽东各港口首位，在省内仅次于福州、厦门港居第三位。
公路交通兴旺后，水路交通逐渐衰落下去。

## 陆路交通
温福公路修建于“一五”期间，赛岐段于1956年通车。福建省道S301福安下白石至浦城公路与S302下浦至寿宁大安公路在此交汇。1991年，赛岐大桥通车，G104公路随之改经交溪东岸；赛岐北部的旧国道改称黄(兰)后(太)公路。2005年，G1514宁上高速公路（原福(鼎)宁(德)高速公路福安连接线）通车，在赛岐设有出口。
2010年，杭深铁路温福段通车。赛岐距设在湾坞镇的福安站约20公里，赛岐汽车站开通了往动车站的高速班车。

## 风貌物产
赛岐镇沿江建有一里多长的商业街。街旁楼店为骑楼式样，与闽南商业发达的厦漳泉地区风貌相类。赛岐镇繁荣时，商业街上设有南北杂货铺、布店、药店，鱼货栈、茶行、粮行，还有外商代办开设的亚细亚、德士古、美孚洋行及南洋兄弟烟草经销处。政府先后在赛岐设立海关、盐政、茶叶等监管和办事机构。清光绪间，赛岐镇设立邮政所。二十世纪三十年代，赛岐商人自行出资架设往福安县城的电话线。
计划经济时期，福建省和福安专区物资商品采购供应机构在此建立。先后有工业品采购供应二级站、农资公司、土产公司、盐业公司、木材公司、石油公司、燃料公司、医药二级站、粮食转运站、建材物资部等；闽东各县为了便于物资采购和转运，也在港口的周边设立办事处并建仓储；县内各乡镇亦设采购组。
商业兴旺以后，赛岐的工业也随之发展。早年间，为了适应港中船舶上的需用，赛岐办起加工篾篷、锻造链锚、搓拧船索等作坊。1949年前，当县城人还没见到电灯时，赛岐机械碾米厂发电机的余电便供应周围居民。1949年后，茶业、酒业逐渐兴盛。赛岐酒厂生产的“蜜沉沉”牌米酒被评为福建名酒，编入《中国名食谱》，周恩来总理曾用此酒宴请过外宾。赛岐的面粉加工业、木材加工业、化工业、造船业、和传统的手工业、轻工业也闻名一时。
赛岐镇于二十世纪五十年代中期被评为“全国爱国卫生模范镇”；赛岐农贸市场，也曾于八十年代后期连续三年被评为“全国文明集贸市场”、“全省文明市场”。开发区大潮时期，福建省在赛岐设立福安经济开发区（闽东赛岐经济开发区）。2012年，原赛岐开发区改设福安市罗江街道。

## 行政区划
赛岐镇下辖以下地区：
前进街社区、虹桥社区、和平街社区、解放街社区、下港街社区、万寿街社区、凯旋社区、赛里村、店前村、郭厝坪村、宝洋村、秀洋村、桃洋村、大象村、泰康村、象环村、青江村、溪里村、苏洋村、长岐村、下长岐村、泥湾村、大盘村、小盘村、江兜村、大叶村、廉首村、狮子头村、宅里村、梨园村和下浦村。